# Леви Леднер, Бьюла
Бьюла Леви Леднер (англ. Beulah Levy Ledner; 5 января 1894 года, Сент-Роз, Сент-Чарльз, Луизиана, США — 30 марта, 1988 года, Новый Орлеан, Луизиана, США) — американская кондитерша, наиболее известная благодаря изобретению торта Доберже, адаптации венгерского торта Добош.

## Биография

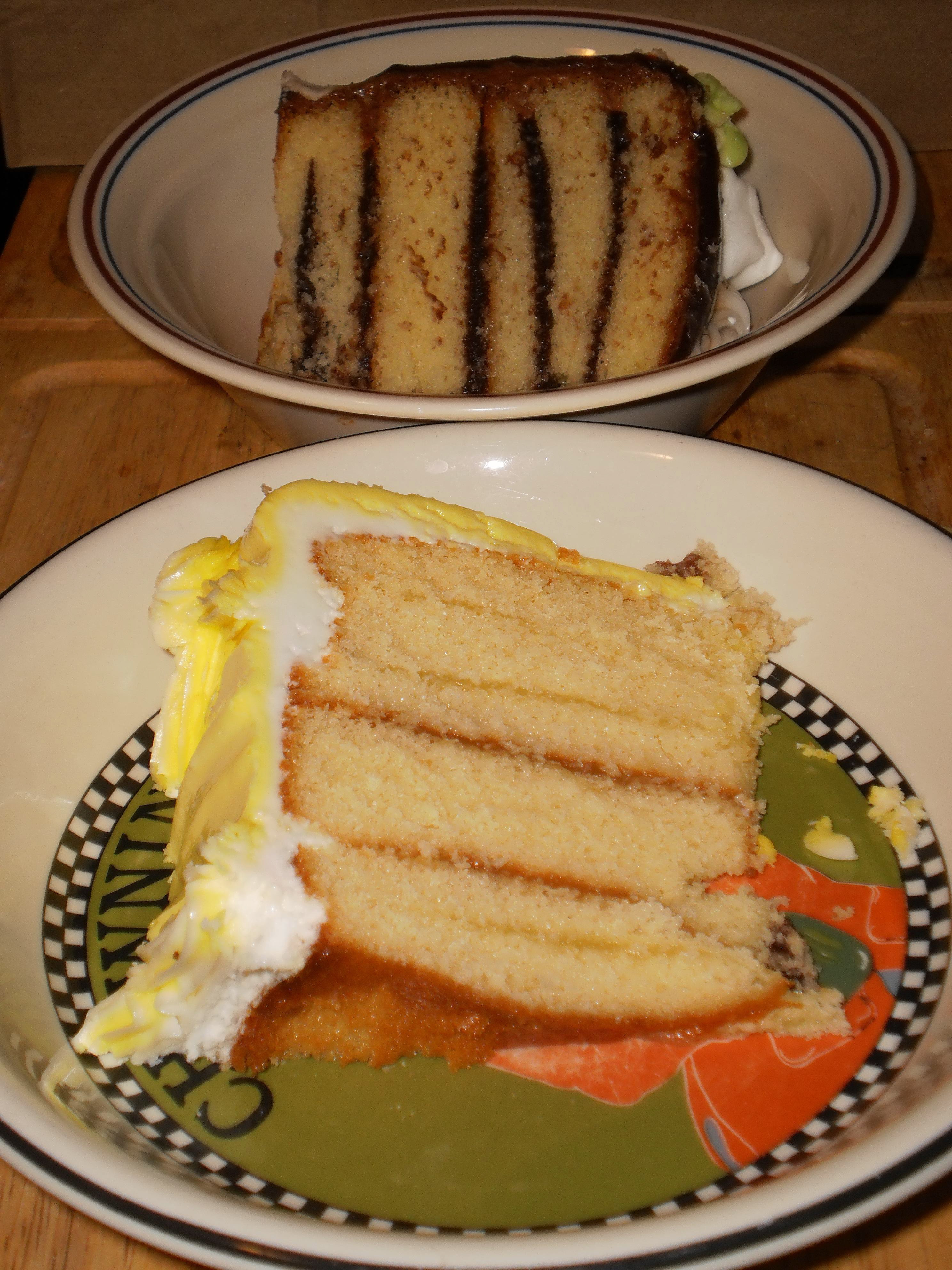
Торт Доберже

Леднер родилась в Сент-Розе, Луизиана, в семье венгерско-еврейских иммигрантов-пекарей. В 1931 году она открыла собственную пекарню в Новом Орлеане. Пекарня Леднер изначально была известна как «Превосходная домашняя выпечка миссис Чарльз Леднер» (англ. Mrs. Charles Ledner's Superior Home Baking) и была расположена в её собственном доме. Впоследствии заведение несколько раз переезжало по мере роста. Из-за трудностей во время Второй мировой войны Леднер продала свой бизнес пекарне Гамбино (англ. Gambino's Bakery), но впоследствии, после окончания войны, открыла новую пекарню в Метери.
Рецепты Леднер отражали немецкое и еврейское влияние на кухню Нового Орлеана в середине XX века. Они были собраны и опубликованы в виде кулинарной книги. Самым известным рецептом Леднер является рецепт торта Доберже, адаптации венгерского торта Добош. Кондитерша заменила сливочную начинку на заварную, а коржи покрыла глазурью из сливочного крема и тонким слоем помадной массы. Иногда Леднер называют «добержевой королевой Нового Орлеана» (англ. Doberge Queen of New Orleans).